# Орловський рудник
Орловський рудник — підприємство гірничорудної промисловості на сході Казахстану, споруджене для розробки Орловського колчеданно-поліметалічного родовища.
У 1977 році почав роботу Жезкентський гірничо-збагачувальний комбінат, головним виробничим активом якого став Орловський рудник.
Розробка Орловського родовища ведеться підземним способом, при цьому спорудили шахти «Орловська», «Скіпова», «Південна», «Північна», а також «Сліпа», яка починається лише на 12-му горизонті. Первісно вели роботу з покладом «Основний». Згодом узялися за освоєння покладу «Новий», причому спорудження шахти «Нова» перервали з технічних причин на глибині лише 100 метрів. Як наслідок, наразі поклад «Новий» розкривають, починаючи з 12-го горизонту, транспортними ухилами, а також поглибленням шахт «Північна», «Сліпа» та «Південна».
Первісно річна потужність рудника була запланована на рівні 1,5 млн тонн. Втім, вже у 1983 році під час коригування проєкту цей показник через більш складні, аніж очікувалось, гірничо-технічні умови зменшили до 1,3 млн тонн. Такий самий показник зберегли і при черговому коригуванні проєкту в 1991-му, проте тепер 0,7 млн тонн передбачалось отримувати внаслідок залучення в розробку покладу «Новий».
Продукція рудника спрямовується для подальшої переробки на Орловську збагачувальну фабрику, яка стала до ладу в 1988 році та має потужність у 1,7 млн тонн руди на рік. У 2019 році фабрика переробила 969 тисяч тонн руди (проти 1088 в 2018-му) з випуском мідного та цинкового концентратів.
Наразі рудник вважається Орловським виробничим комплексом ТОВ «Шығыстүстімет» («Востокцветмет»), що є однією з дочірніх структур концерну KAZ Minerals (виник унаслідок реорганізації концерну «Казахмис»).